# Atlantomasoreus
Atlantomasoreus is een geslacht van kevers uit de familie van de loopkevers (Carabidae). De wetenschappelijke naam van het geslacht is voor het eerst geldig gepubliceerd in 1984 door Mateu.

## Soorten
Het geslacht Atlantomasoreus omvat de volgende soorten:
- Atlantomasoreus desertorum (Escalera, 1914)
- Atlantomasoreus orbipennis (Bedel, 1904)